# 惕各烷
惕各烷（英语：Tigliane）是一种二萜，化学式为C20H34，它是一些天然化合物（如佛波酯）的母体结构。
一种源自Euphorbia pedroi植物的化合物pedrolide中的“佩德罗烷”（pedrolane）环可由惕各烷（环）通过生物合成得到。